# Instituto Baccarelli
Instituto Baccarelli, é uma organização social de cultura brasileira voltada ao ensino de música. Possui sua sede no bairro de Heliopólis em São Paulo. Conhecido por formar a primeira orquestra do mundo em uma favela, a Orquestra Sinfônica Heliópolis, atende 1.200 alunos em situação de vulnerabilidade através de programas de ensino buscando oferecer profissionalização na música.

## Instituto Baccarelli
O Instituto Baccarelli é uma organização social de cultura criada em 1996, que realiza há mais de 26 anos a formação musical de crianças e jovens na comunidade de Heliópolis, na periferia de São Paulo. Após mais de 25 anos atuando como uma das principais organizações sem fins lucrativos e não governamentais (ONG) do Brasil, o Instituto assumiu em 2022 a gestão de 12 Centros Educacionais Unificados (CEUs), em contrato firmado com a Secretaria Municipal de Educação da cidade de São Paulo.

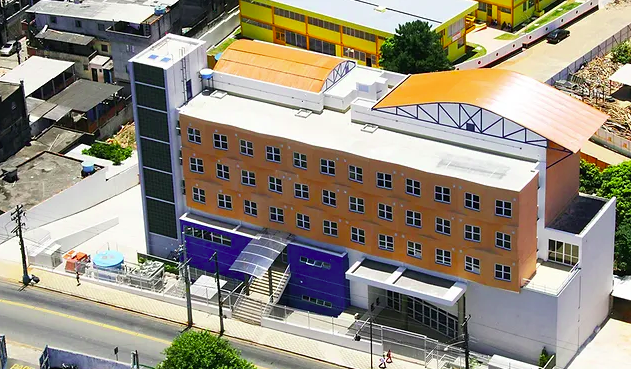
Sede do Instituto Baccarelli localizado na Estrada das Lágrimas, em Heliópolis.

Desenvolvendo suas atividades enquanto agente de transformação social, o Instituto Baccarelli busca a transformação da vida das pessoas combinando 4 eixos de atuação: social, educacional, cultural e esportivo.
Na moderna escola de música localizada em Heliópolis, crianças e jovens da região têm acesso a uma educação musical gratuita e de excelência, que vai desde a primeira infância até a profissionalização musical. As famílias da comunidade também são apoiadas por meio de atendimentos sociais, com a equipe de departamento social, além de distribuição de cestas básicas e artigos de primeira necessidade.
A partir de 2022 o Instituto Baccarelli se tornou uma Organização Social de Cultura, assumindo a gestão de 12 novas unidades dos Centro Educacional Unificado (CEU), equipamentos públicos voltados para a educação, por meio de contrato firmado com a Secretaria Municipal de Educação, em iniciativa pioneira e inédita no país.

## História
Em 1996 um incêndio desabrigou centenas de pessoas na comunidade de Heliópolis. O maestro Silvio Baccarelli, que vivia e trabalhava em um bairro próximo da região, se comoveu e se solidarizou com a situação e decidiu dar aulas de música voluntariamente para 36 crianças de uma escola pública da comunidade. Desta iniciativa surgiu uma pequena orquestra de cordas que deu origem ao Instituto Baccarelli e à Orquestra Sinfônica Heliópolis.

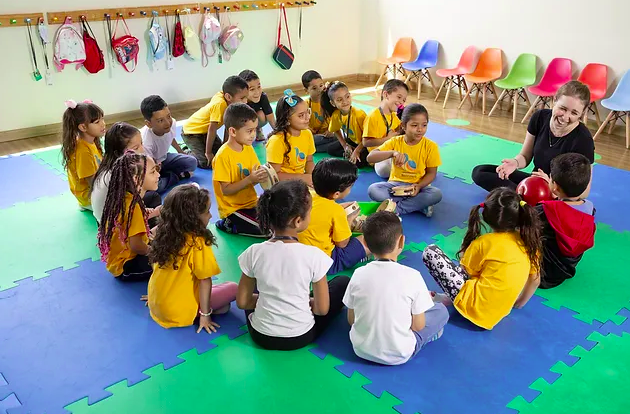
Aula de musicalização infantil do Instituto Baccarelli.

Inicialmente alocada em um auditório do fundador e posteriormente em uma antiga instalação de fábrica de sucos, atualmente o Instituto Baccarelli possui uma sede própria em Heliópolis com área de 5 mil m² e que atende atualmente mais de 1.200 crianças e adolescentes a partir dos 4 anos idade distribuídas em 18 turmas de musicalização infantil, 16 corais, 52 turmas de coletivos de instrumentos, 85 profissionais de músicas atuantes, mais de 200 alunos em aulas individuais de instrumentos e 4 orquestras no total. O maestro Isaac Karabtchevsky é diretor artístico do Instituto Baccarelli desde 2011.Desde 1998, o Instituto Baccarelli tem como diretor executivo o maestro Edilson Ventureli; ele é também regente adjunto da Orquestra Sinfônica Heliópolis, cargo que ocupa desde 2005.

## Orquestra Sinfônica Heliópolis

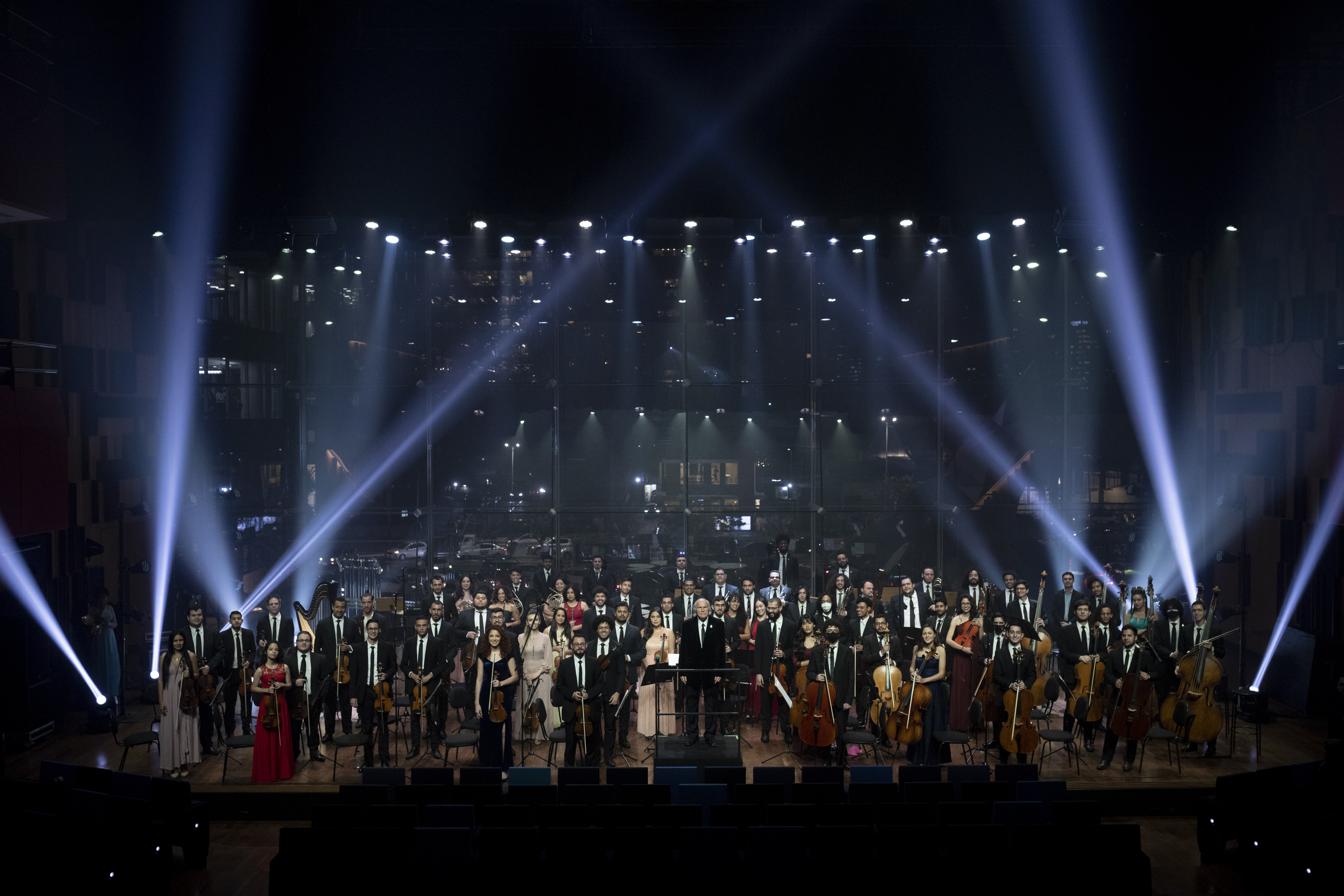
Concerto da Orquestra Sinfônica Heliópolis sob regência do maestro Isaac Karabtchevsky.

Fundada pelo Instituto Baccarelli, a Orquestra Sinfônica Heliópolis é um dos mais importantes grupos jovens do país, sendo atualmente composta por 68 músicos de excelência comprovada. A Orquestra Sinfônica Heliópolis tem como patrono o maestro indiano Zubin Mehta e tem direção artística e regência titular do maestro Isaac Karabtchevsky. Além disso, conta com o maestro Edilson Venturelli como regente adjunto, e Paulo Galvão como regente assistente.
A Sinfônica Heliópolis é a primeira orquestra do mundo a surgir em uma favela e já realizou concertos com grandes nomes da música como Arnaldo Cohen, Zizi Possi, Leila Pinheiro, Edu Lobo, Ivan Lins, Spok, Beth Carvalho, Mariana Aidar, Tulipa Ruiz, Wilson Simoninha, Dominik Hellsberg, Marcelo Bratke, Helga Nemetik, Di Ferrero, Vanessa Jackson, Péricles, Luciana Mello, Criolo, Mano Brown, Luiz Melodia, Rappin Hood, Mike Patton e Faith no More, entre outros. Além de participação em apresentações especiais como eFestival Instrumental, a visita do Papa Bento XVI, o Programa Criança Esperança*, Programa Jô Soares*, Central da Periferia e Estação Globo, e, 2023, uma das atrações do festival The Town* ao lado do grupo Racionais MCs.

## Gestão dos Centros Educacionais Unificados (CEU)

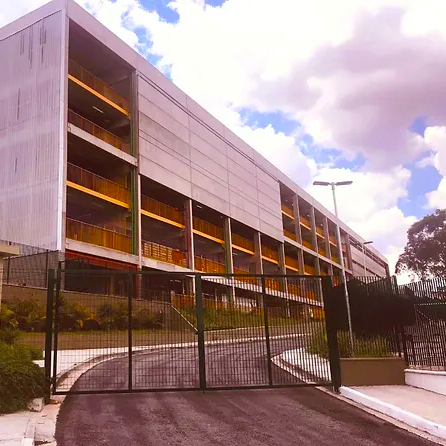
Centro Educacional Unificado (CEU) situado em Arthur Alvim, uma das 12 unidades de CEUs sob gestão do Instituto Baccarelli.

Os Centros Educacionais Unificados (CEUs) são equipamento públicos criados pela Secretaria Municipal de Educação de São Paulo voltados para as áreas de educação, esporte e lazer, possuindo ainda atividades recreativas e culturais. As unidades dos CEUs são equipadas com quadra poliesportiva, teatro, playground, piscina, biblioteca, ateliês entre outros espaços para modalidades e atividades diversas, possuindo programação variada para todas as idades e visando inclusão para moradores de bairros e municípios periféricos da cidade de São Paulo.
Após disputar a licitação da prefeitura para administração de 12 unidades dos CEUs, o Instituto Baccarelli venceu a concessão e desde 2022 assumiu a gestão dos seguintes CEUs: Arthur Alvim, Barro Branco / Cidade Tiradentes, Carrão / Tatuapé, Freguesia do Ó, Parque do Carmo, Parque Novo Mundo, Pinheirinho, São Miguel, São Pedro / José Bonifácio, Taipas, Tremembé e Vila Alpina / Vila Prudente.

## Patrocínio
Para a manutenção das atividades oferecidas em Heliópolis, Instituto Baccarelli conta, em 2023, com os seguintes patrocinadores, distribuídos nas categorias Master: Unilever, B3, Instituto Cultural Vale; Ouro: Instituto CCR, Instituto Votorantim; Prata: Zurich Seguros, Kinea Investimentos, Klabin, BTG Pactual, Pfixer, Pró-Vida Central Geral do Dízimo; Bronze: Ultra, Bradesco, Bain & Company, EMS, Alelo, Eletrobras Furnas e Banco BV.

## Estrutura
O Instituto Baccarelli é sediado em São Paulo, no bairro de Heliopolis. A estrutura é formada por quatro conselhos, sendo eles: Diretoria, Conselho Administrativo, Conselho de Desenvolvimento e Conselho Fiscal. O Conselho Administrativo é presidido por Alexandre Aniz e a direção do Instituto está a cargo de Edilson Ventureli.